# Luis Medina Cantalejo
Luis Medina Cantalejo (Sevilla, Andalusia, 1 de març del 1964) és un ex àrbitre de futbol espanyol. Medina Cantalejo va arbitrar a la Lliga espanyola de futbol entre el 1998 i el 2009. El 2002 va debutar com a àrbitre internacional FIFA.